# Kadiški stupovi
Kadiški stupovi (špa.: Torres de Cadiz) su dva 132 kV dalekovodna stupa koji vode preko Cádiškog zaljeva u Španjolskoj (Cadiz).
Cádiški stupovi su 158 metara visoki, a projektirani su za elektrodistribucijsku mrežu. Projektirao ih je A. M. Toscano. 
Nalaze se na 36°31'09" sjeverne zemljopisne širine i 6°14'55" istočne zemljopisne dužine.
Tvore vrlo nekonvencionalnu konstrukciju, koja se sastoji od čeličnog okvira s uskom širinom mreže i jednom poprijekom gredom na vrhu vodiča.
Ova nekonvencionalna konstrukcija je izabrana jer španjolske čeličane nisu bile u mogućnosti proizvesti široke čelične nosače u vrijeme kada se gradilo ove stupove, a uvoz takvih nosača je bio onemogućen zbog Francova režima.
Gradilo se pod nadzorom i upravljanjem Reme Scalle, bliskog prijatelja Alberta Toscane.  Ista graditeljsko-dizajnerska postava, Toscana-Scalla je udružio snage kod linija, koje su prelazile Mesinski tjesnac u Italiji, koji je spojio Siciliju i Apeninski poluotok. 
Pravi početak projekta gradnje ovih stupova je bio koncem 1957., a okončan je 1960. godine.
Hiperboloidni stupovi sličnog dizajna, autora Vladimira Šuhova se mogu viditi blizu Nižnjeg Novgoroda u Rusiji.

## Vanjske poveznice
- Visokovoltažni stupovi i otok
- Mjesta
- http://www.skyscraperpage.com/diagrams/?b45670
- http://www.skyscraperpage.com/diagrams/?b45671
- Google Maps: Matagorda Pylon (Pylon on Mainland)
- Google Maps: Puntales Pylon (Pylon at Cadiz)
- Panoramio: picture.  Arhivirana inačica izvorne stranice od 30. rujna 2007. (Wayback Machine)